# Emiratet Tbilisi

Caucasus 1060 map en

Emiratet Tbilisi var en historisk monarki som låg i nuvarande Georgien mellan 736 och 1122.
Det etablerades som en muslimsk utpost och befästning som hållpunkt av Umayyadkalifatet under deras intrång i furstendömet Iberien. 
Det intogs och uppgick i kungariket Georgien.